# Saryg-Sep
Saryg-Sep (in russo Сарыг-Сеп? è un villaggio della Repubblica di Tuva, in Russia, centro amministrativo del Kaa-Chemskij kožuun. Aveva, nel 2021, una popolazione di 4 546 abitanti. Il villaggio si trova nella valle del Malyj Enisej.